# Достоевский (телесериал)
«Достое́вский» — российский мини-сериал режиссёра Владимира Хотиненко по сценарию Эдуарда Володарского о русском писателе Фёдоре Михайловиче Достоевском.
Художник-постановщик — Владимир Донсков. Премьера фильма должна была состояться в октябре 2011 года, к 190-летию писателя на телеканале «Россия 1», однако показ начался на полгода раньше — 22 мая.
Портрет работы Василия Перова был принят за образец внешности Достоевского в зрелости (лоб Миронова выбрили).
В 2012 году фильм получил премию «Золотой орёл» за лучший мини-сериал.

## Сюжет
Сериал рассказывает о жизни Фёдора Михайловича Достоевского. Картина захватывает период с того момента, когда Достоевский был приговорён к смертной казни за участие в кружке петрашевцев, до времён создания «Братьев Карамазовых». Ссылка в Сибирь, долгие годы в изоляции, затем заграница, любовь к Аполлинарии Сусловой, смерть жены. Постоянные долги, борьба с собственными страстями, дружба и вражда с талантливыми писателями — Некрасовым, Тургеневым.

## Критика
Сцена инсценировки казни петрашевцев в первой серии фильма в целом исторически достоверна, но сценарист, вопреки исторической правде, поместил Достоевского в первую тройку обречённых. На самом деле Достоевский наблюдал за происходящим с эшафота, занимая место во второй тройке приговорённых к расстрелу. Но авторы обошли стороной и процедуру гражданской казни, когда над головами приговоренных преломили шпаги, что было равносильно позорной для дворян казни через повешение.
Образ Аполлинарии Сусловой построен сценаристом на основе крайне тенденциозных воспоминаний дочери писателя — Любови Фёдоровны Достоевской: «Полина N. приехала из провинции, где у неё были богатые родственники, посылавшие ей достаточно денег для того, чтобы она могла удобно жить в Петербурге. Аккуратно каждую осень она записывалась в университет, как студентка, но не слушала никогда лекции и не сдавала экзаменов. Она усердно посещала литературные чтения, кокетничала со студентами, посещала их на дому, мешала молодым людям работать, подстрекала их к выступлениям, заставляла их подписывать протесты, принимала участие во всех политических манифестациях, маршировала во главе студентов, носила красный флаг, пела „Марсельезу“, ругала казаков и обращалась с ними вызывающе, била полицейских лошадей, была с своей стороны бита полицейскими, проводила ночь в арестантской, и по возвращении в университет её торжественно вносили на руках, как жертву „ненавистного царизма“».
В результате некритического отношения к этому тексту в фильм оказалась привнесена хронологическая ошибка. Аполлинария Суслова вообще не могла быть студенткой: в 1860-х годах в России попросту не существовало высшего женского образования. Женщины могли появляться на лекциях только в качестве вольнослушательниц, причём университетское начальство смотрело на это неодобрительно, а о претензии на допуск к экзаменам не могло быть и речи (см. историю Высших женских курсов).
Президент Российского общества Достоевского, доктор филологических наук Борис Тихомиров, привлечённый в качестве эксперта ещё до начала съёмок фильма, написал резко отрицательное заключение по сценарию Эдуарда Володарского и поставил категорическое условие, чтобы его имени ни в коем случае не было в титрах. Между тем, по словам эксперта, Владимир Хотиненко «буквально вычистил Авгиевы конюшни», переводя литературную основу Володарского в режиссёрский сценарий.

«В сценарии оказалось столько вранья, путаницы, нелепостей и откровенного невежества (как по части биографии Достоевского, так и вообще отечественной истории), что возникало впечатление (конечно же, речь идет только о моем субъективном впечатлении), что его писал не маститый сценарист Эдуард Володарский, а литературные „рабы“, и что мэтр не удосужился даже пройтись по их работе „рукою мастера“».
Владимир Хотиненко не только выбросил из сценария наиболее одиозные эпизоды, но и «придумал и ввёл в фильм целый ряд весьма выразительных сцен».
Достоевист Людмила Сараскина при беседе с Владимиром Хотиненко в информационной программе «Наблюдатель» на телеканале «Культура» (эфир 10 ноября 2011 года) заявила, что режиссёр и сценарист в своём стремлении создать фильм «на потребу» значительно исказили образ Достоевского, не остановившись и перед явной клеветой. Особое негодование Л. И. Сараскиной вызвало обвинение Достоевского в педофилии, вложенное создателями фильма в уста И. С. Тургенева. В данном случае сценарист использовал сплетню, пущенную в ход врагами Достоевского уже после его смерти (причём исторический Тургенев не имел к распространению этого слуха никакого отношения). Автором клеветы выступил Н. Н. Страхов в письме Л. Н. Толстому от 28 ноября 1883 года. Ложь была опровергнута вдовой писателя А. Г. Достоевской.
По словам Игоря Волгина, прозвучавшим в том же телеэфире, главный герой созданного Владимиром Хотиненко сериала — «даже близко не Достоевский».

## В ролях
- Евгений Миронов — Фёдор Михайлович Достоевский
- Чулпан Хаматова — Мария Дмитриевна Исаева, первая жена Достоевского
- Алла Юганова — Анна Григорьевна Сниткина, вторая жена Достоевского
- Ольга Смирнова — Аполлинария Прокофьевна Суслова
- Дарья Мороз — Александра Ивановна (Сашенька) Шуберт, актриса
- Александр Домогаров — Александр Иванович Исаев, первый муж Марии Исаевой
- Валентина Талызина — Александра Фёдоровна Куманина, тётя Достоевского
- Юрий Степанов — офицер на каторге
- Катерина Васильева — Авдотья Яковлевна Панаева
- Евгения Бордзиловская — фрау Марта, сиделка и воспитательница дочери Ф. М. Достоевского
- Дмитрий Певцов — Степан Дмитриевич Яновский
- Ирина Розанова — Лизавета Фёдоровна Корвин-Круковская
- Елизавета Арзамасова — Софья Васильевна Корвин-Круковская, младшая дочь Лизаветы Фёдоровны (будущий математик Софья Ковалевская)
- Екатерина Вилкова — Анна Васильевна Корвин-Круковская, старшая дочь Лизаветы Фёдоровны (будущая революционерка Анна Жаклар)
- Владимир Зайцев — генерал Василий Васильевич Корвин-Круковский
- Мари Буренкова — Калашница
- Максим Виноградов — молодой Достоевский
- Владимир Симонов — писатель Иван Сергеевич Тургенев
- Александр Петров — художник Василий Григорьевич Перов
- Валерий Кухарешин — поэт Николай Алексеевич Некрасов
- Сергей Тарамаев — Михаил Михайлович Достоевский, брат Фёдора
- Александр Мичков — племянник Достоевского
- Наталья Николаева — Катерина
- Даниил Зандберг — Владимир Сергеевич Соловьёв
- Саид Дашук-Нигматулин — Михаил Васильевич Петрашевский
- Егор Перегудов — Николай Николаевич Страхов
- Арам Караханян — Каган, заключённый в остроге
- Александр Самойленко — Газин, заключённый в остроге
- Данила Старокожев — Паша (в детстве), сын Марии Исаевой от первого брака
- Егор Корешков — Дмитрий Васильевич Григорович
- Леонтьев, Авангард Николаевич — немецкий кредитор
- Рустам Абдрашитов — майданщик
- Алексей Морозов — студент-террорист
- Андрей Щукин — хозяин гостиницы в Баден-Бадене
- Степан Морозов — Вергунов
- Роман Мадянов — издатель Фёдор Тимофеевич Стелловский
- Павел Баршак — барон Александр Егорович Врангель, прокурор Семипалатинской области
- Алексей Зеленский — Григорий Иванович Базилевич, семипалатинский полицмейстер
- Владимир Хотиненко — кредитор

## Награды
В 2012 году фильм получил премию «Золотой орёл» за лучший мини-сериал и главную премию в номинации «Телевизионные игровые фильмы» на кинофоруме «Золотой Витязь».